# هیلده فنه
هیلده فنه (انگلیسی: Hilde Fenne؛ زادهٔ ۱۲ مهٔ ۱۹۹۳) ورزشکار دوگانه، و ورزشکار دو و میدانی اهل نروژ است.

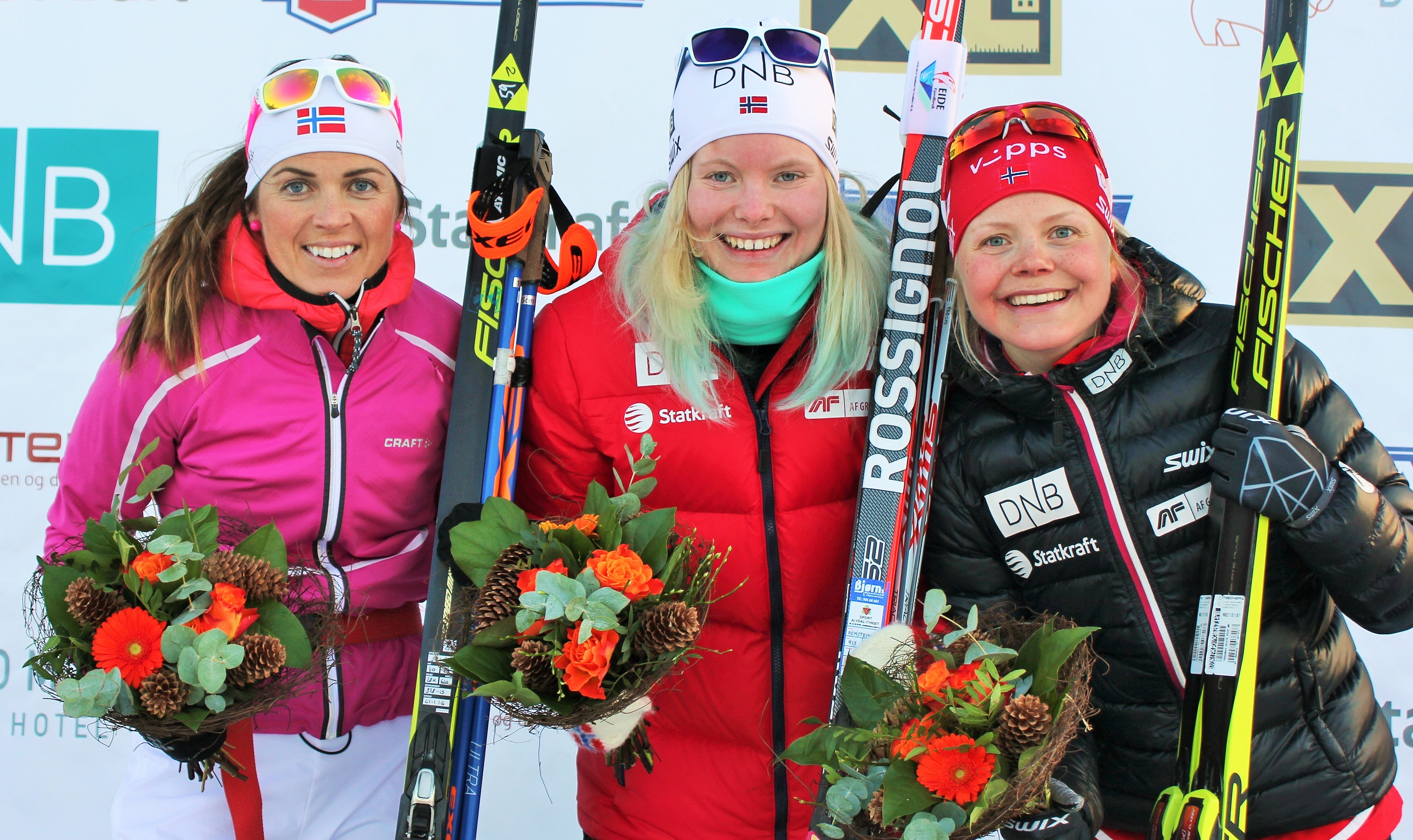
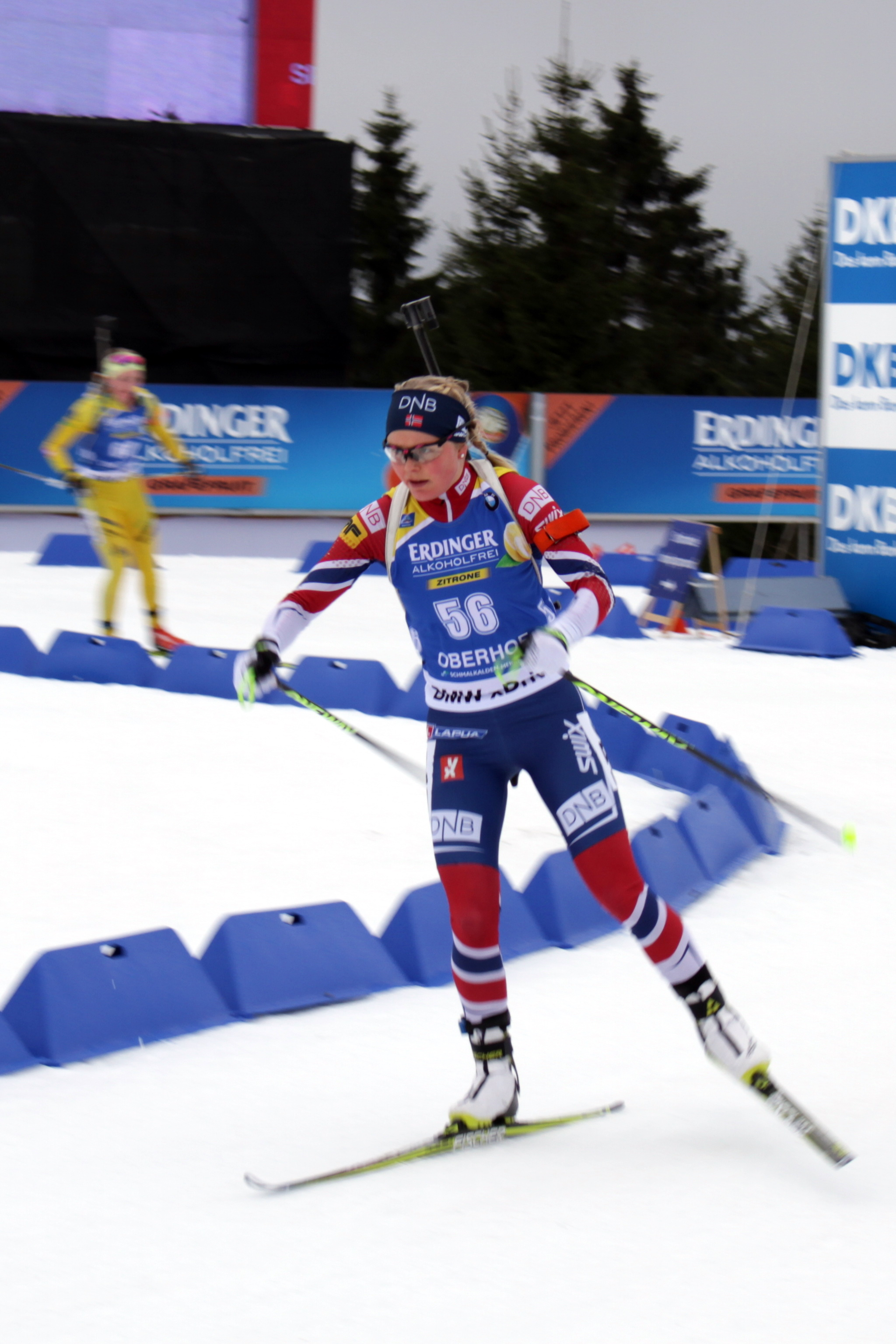